# Willie Ritchie
Willie Ritchie (ur. jako Gerhardt Anthony Steffen 13 lutego 1891 w San Francisco, zm. 24 marca 1975 w Burlingame) – amerykański bokser, zawodowy mistrz świata kategorii lekkiej.
Urodził się i wychował w wielodzietnej rodzinie pochodzenia niemieckiego w San Francisco. Jako młody człowiek pracował jako szofer, zanim rozpoczął karierę boksera zawodowego. W jednej ze swych pierwszych walk zastępował boksera o nazwisku Willie Richardson. Spiker wyczytał go błędnie jako Williego Ritchie, a ponieważ Ritchie wygrał walkę, zachował to imię i nazwisko przez resztę kariery.

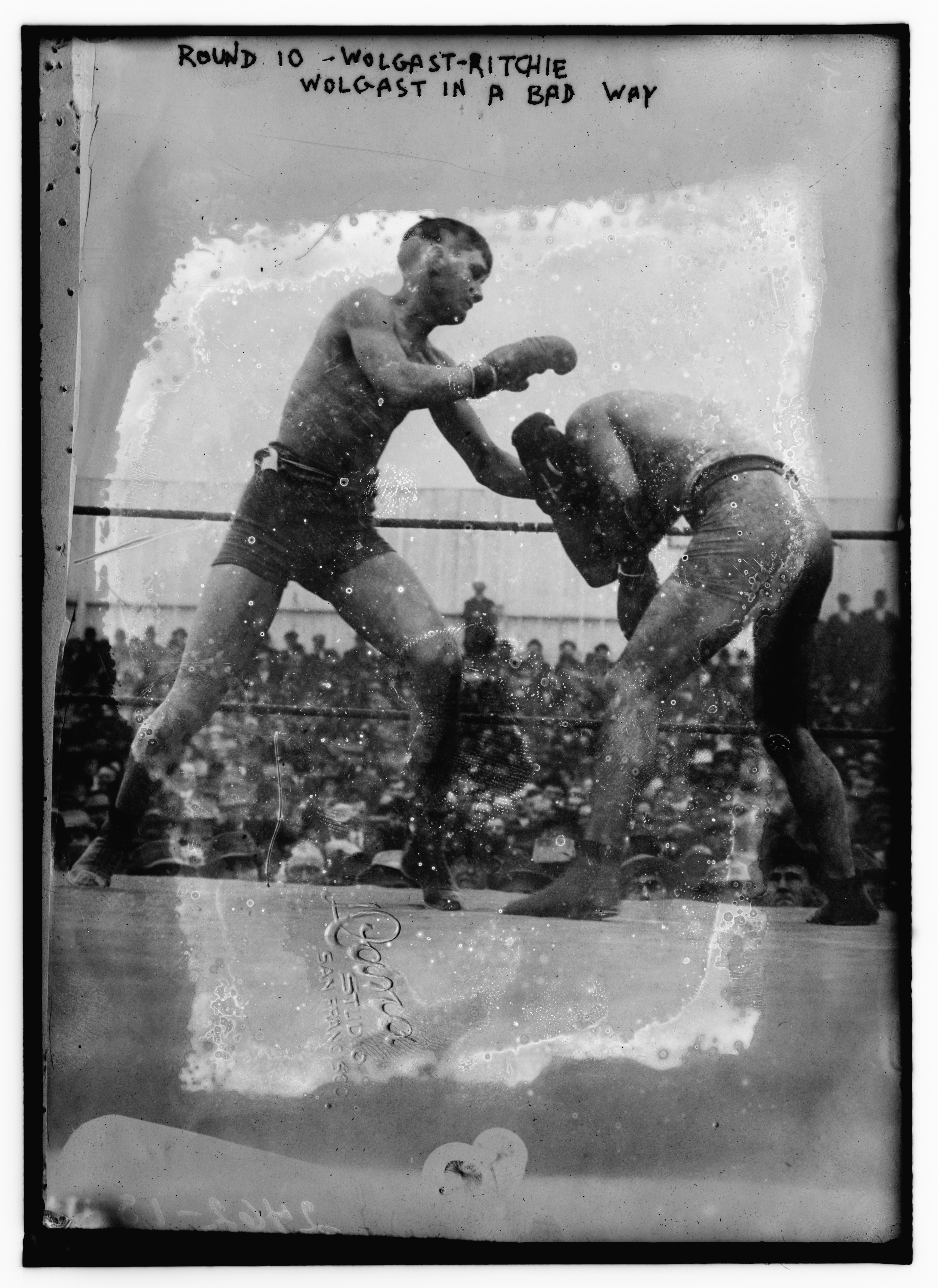
Willie Ritchie (z lewej strony) i Ad Wolgast w walce o tytuł w 1912

W 1911 Ritchie pokonał Jacka Brittona i przegrał na punkty z Freddiem Welshem. 11 maja 1912 stoczył walkę no decision z mistrzem świata Adem Wolgastem. 28 listopada tego roku w San Francisco pięściarze ci spotkali się ponownie w walce o tytuł. Wolgast początkowo przeważał, ale później zaczął tracić siły i do głosu doszedł Ritchie. W 16. rundzie Wolgast został zdyskwalifikowany za zbyt niski cios. Ritchie został mistrzem świata w wadze lekkiej uznawanym przez International Boxing Union (inne organizacje uznawały Freddiego Welsha za mistrza).
Ritchie stoczył pięć skutecznych pojedynków w obronie tytułu, nokautując w 11. rundzie Mexican Joe Riversa, tocząc walki no decision z Leachem Crossem i Wolgastem, wygrywając na punkty po 20 rundach z Harlem Tommym Murphym i walcząc no decision z Charleyem White’em. W kolejnej walce 1 lipca 1914 w Londynie Freddie Welsh pokonał go na punkty po 20 rundach, zostając w ten sposób powszechnie uznanym zawodowym mistrzem świata w wadze lekkiej. W październiku tego roku Ritchie zremisował z Johnnym Dundee, a 11 marca 1915 w Madison Square Garden w Nowym Jorku spróbował odebrać tytuł Welshowi. Walka była w formule no decision, a Ritchie, który przeważał w ringu, nie zdołał znokautować Welsha.

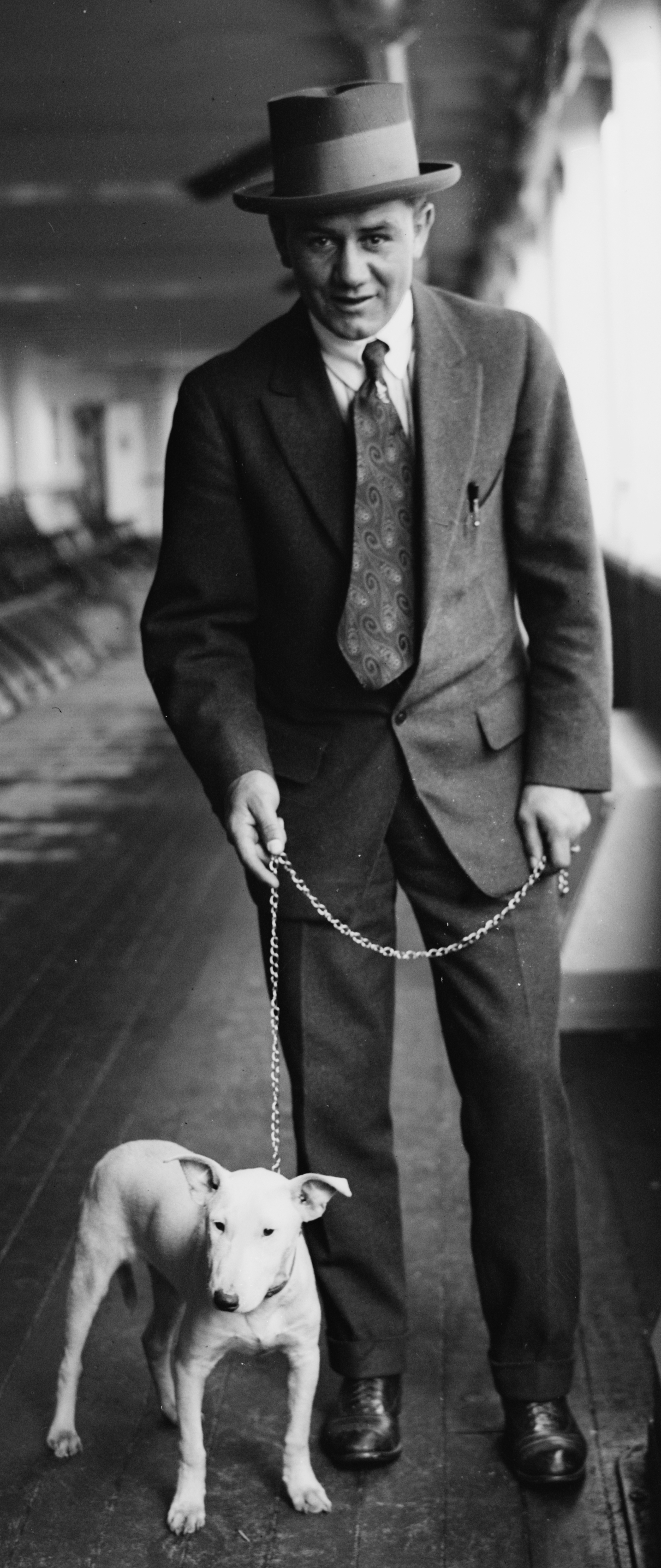

W październiku 1915 Ritchie stoczył walkę no decision z Johnnym Dundee, a 28 grudnia tego roku w Madison Square Gardem spróbował zdobyć pas mistrza świata kategorii półśredniej, również w walce no decision, ale obrońca tytułu Ted Lewis przeważał w tym pojedynku, który zakończył się w zaplanowanym czasie 10 rund. Ritchie stoczył po kilka walk w 1916 i 1917 oraz jedną w 1918. 21 lutego 1919 walczył no decision z ówczesnym mistrzem wagi lekkiej Bennym Leonardem, a w kolejnej walce między tymi bokserami 28 kwietnia tego roku przegrał przez techniczny nokaut w 7. rundzie.
Po tej walce Ritchie wycofał się z ringu, ale później wrócił i stoczył jeszcze 1 walkę w 1923, 1 w 1924 i 3 w 1927.
Ritchie został wybrany w 2004 do Międzynarodowej Bokserskiej Galerii Sławy.